# コルネリス・サフトレーフェン
コルネリス・サフトレーフェン（Cornelis Saftleven、1607年頃 – 1681年6月1日）はオランダ黄金時代の画家の一人である。おもにロッテルダムで活動し、風俗画や風刺画を描いた。

## 略歴
現在のオランダ、南ホラント州のホルクムで生まれた。父親のヘルマン・サフトレーフェン(Herman Saftleven I: c.1580-1627)はロッテルダムで活動した画家である。父親と同名の弟、ヘルマン・サフトレーフェン(Herman Saftleven II: 1609-?）ともう一人の弟、アブラハム・サフトレーフェン(Abraham Saftleven: 1613-?)も画家になった。
ロッテルダムで父親から絵を学んだが、1627年に父親が亡くなった後、ロッテルダムを離れ、1632年から1634年の間はアントウェルペンで働き、アドリアーン・ブラウエルのような風刺的な風俗画を描いて、人気を得た。その後、1837年までは弟のヘルマンが工房を開いていたユトレヒトで活動し、ダフィット・テニールスのような農民の娯楽を題材にした風俗画を描いた。弟と有力者の肖像画も描いた。
1637年にロッテルダムに戻り、その後はロッテルダムで活動した。1648年に結婚するが、1654年に妻は亡くなり、その翌年再婚した。1667年にロッテルダムの聖ルカ組合の組合役員になった。
農民を描いた風俗画や、家畜のいる風景画、肖像画を描き、動物を擬人化して描いた風刺画は、当時あまり描かれることのなかった独創的な題材であったとされる。
弟子にはAbraham Hondiusや ルドルフ・デ・ヨンフ(Ludolf de Jongh)がいる。

## 作品

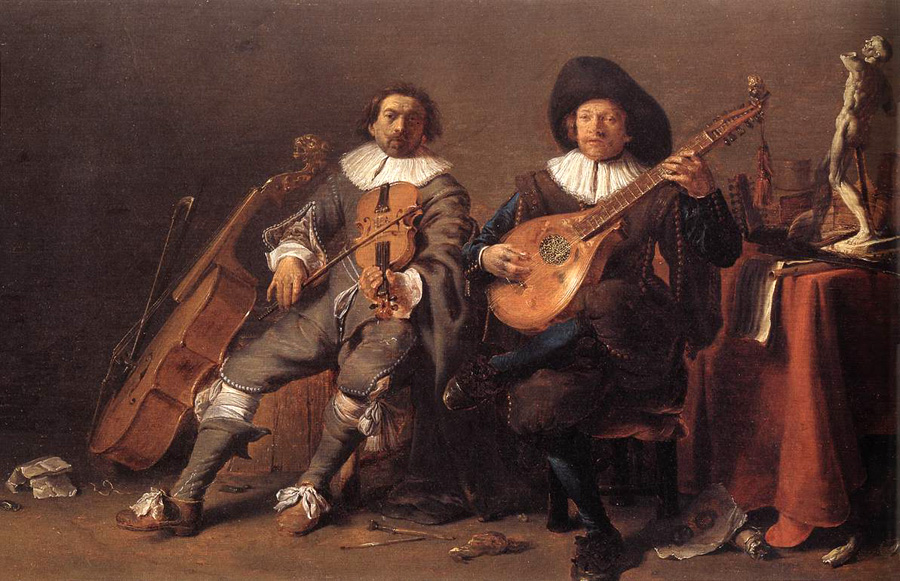
"The Due" (c.1635)
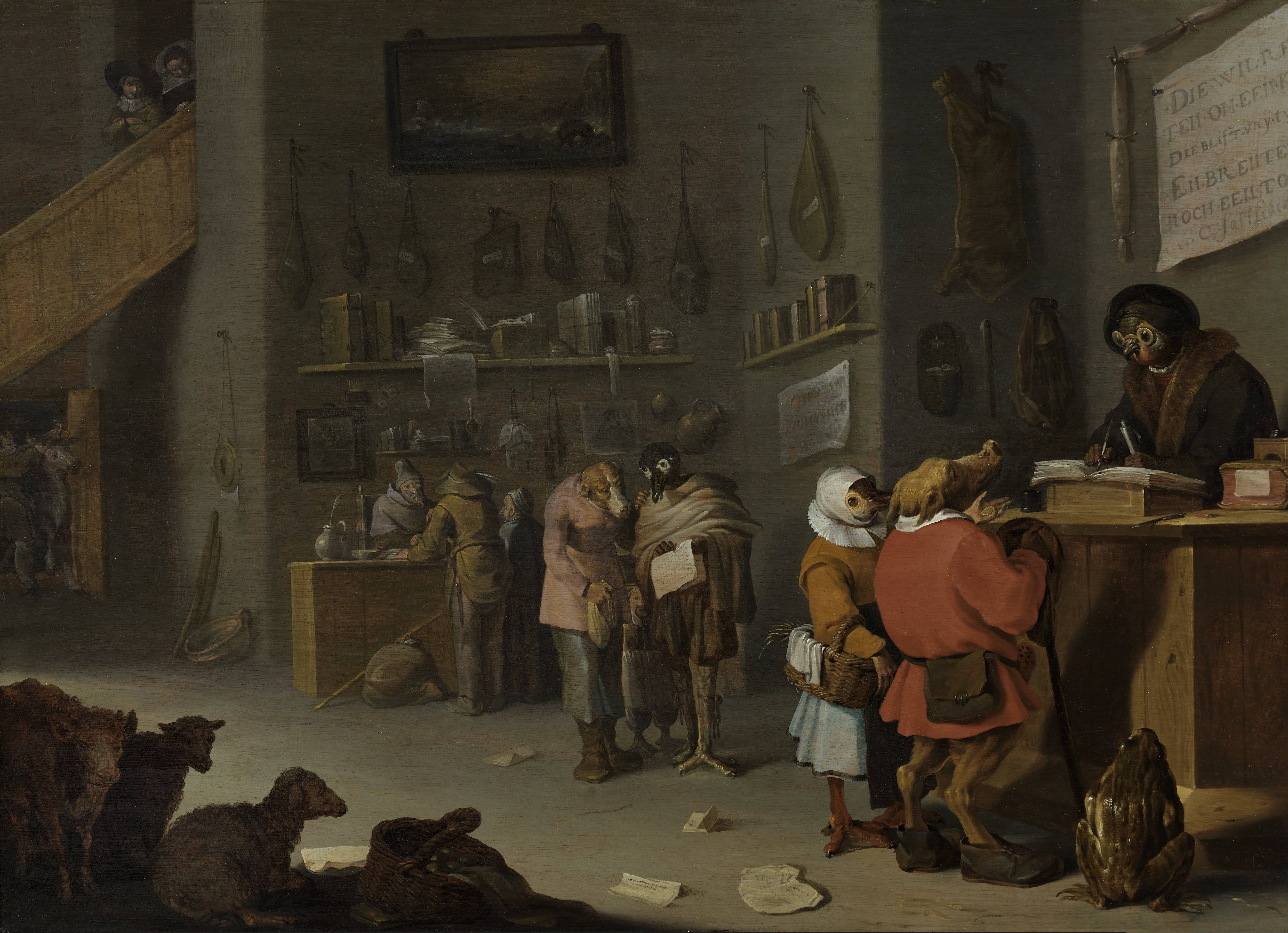
訴訟を起こす農民の風刺画
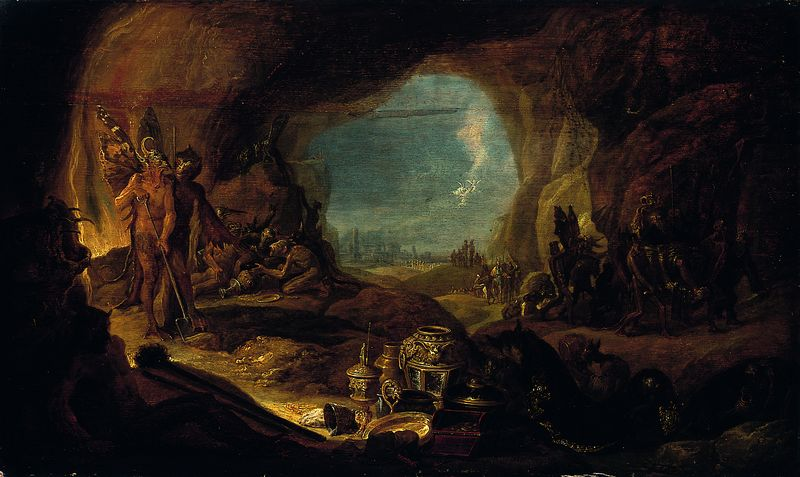
地獄に落ちた金持ち
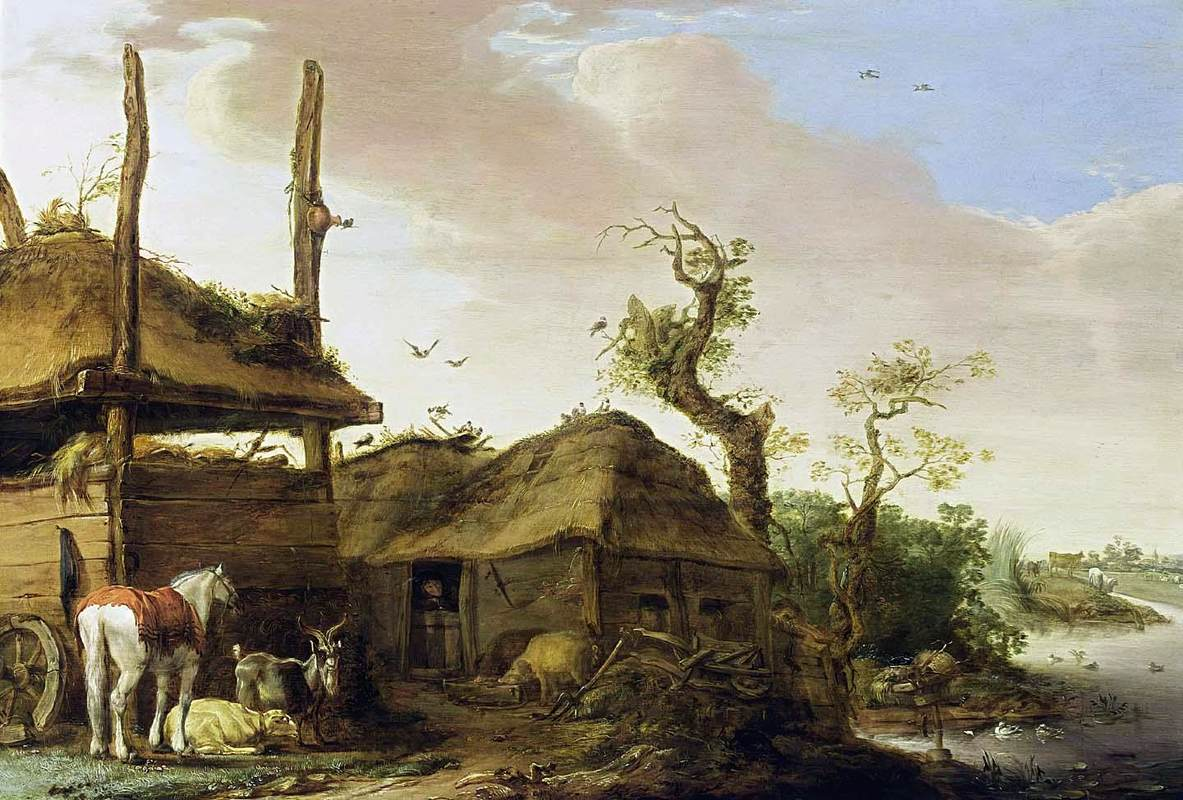
川の近くの農場
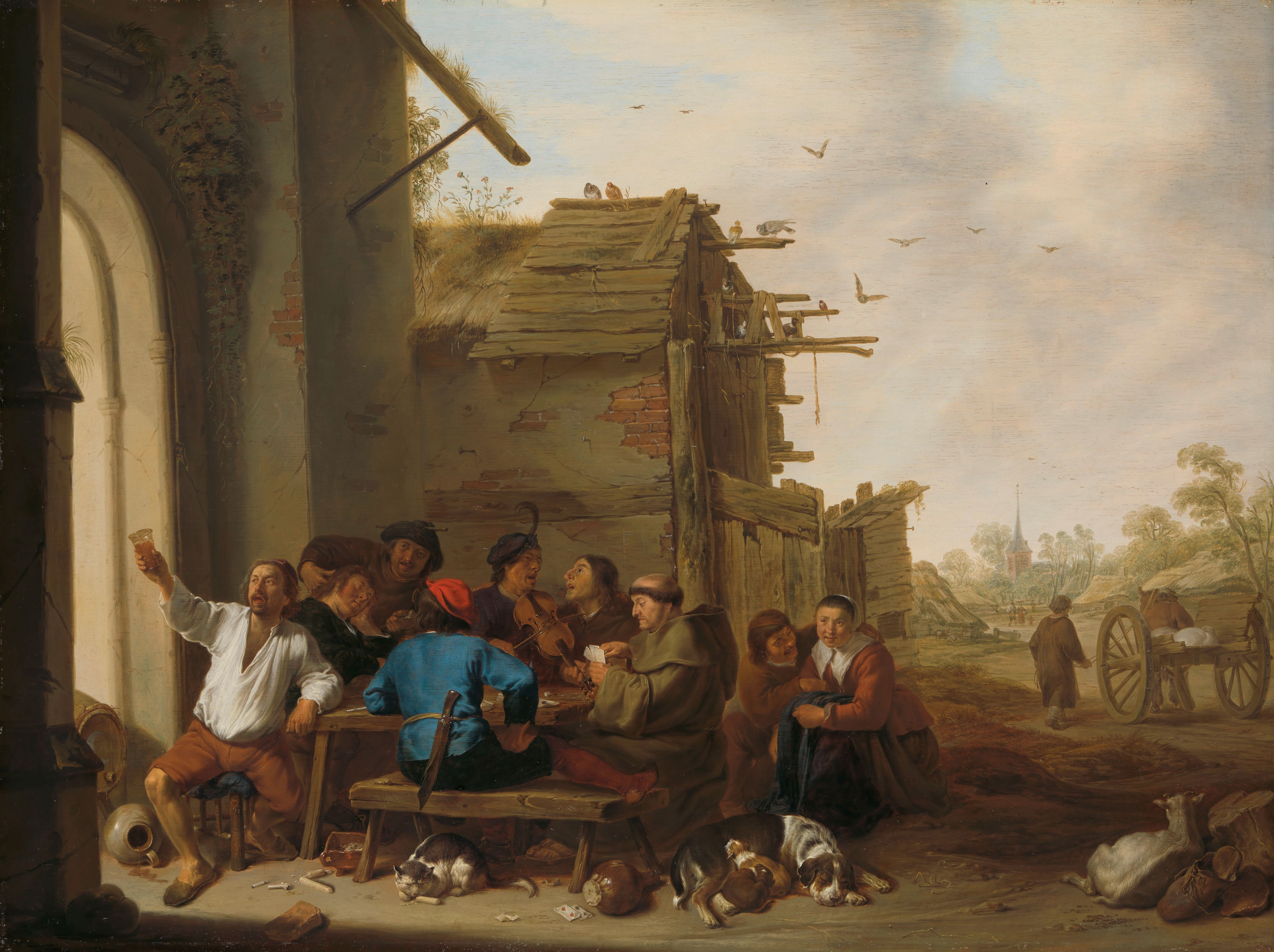
村の旅館の前での宴会
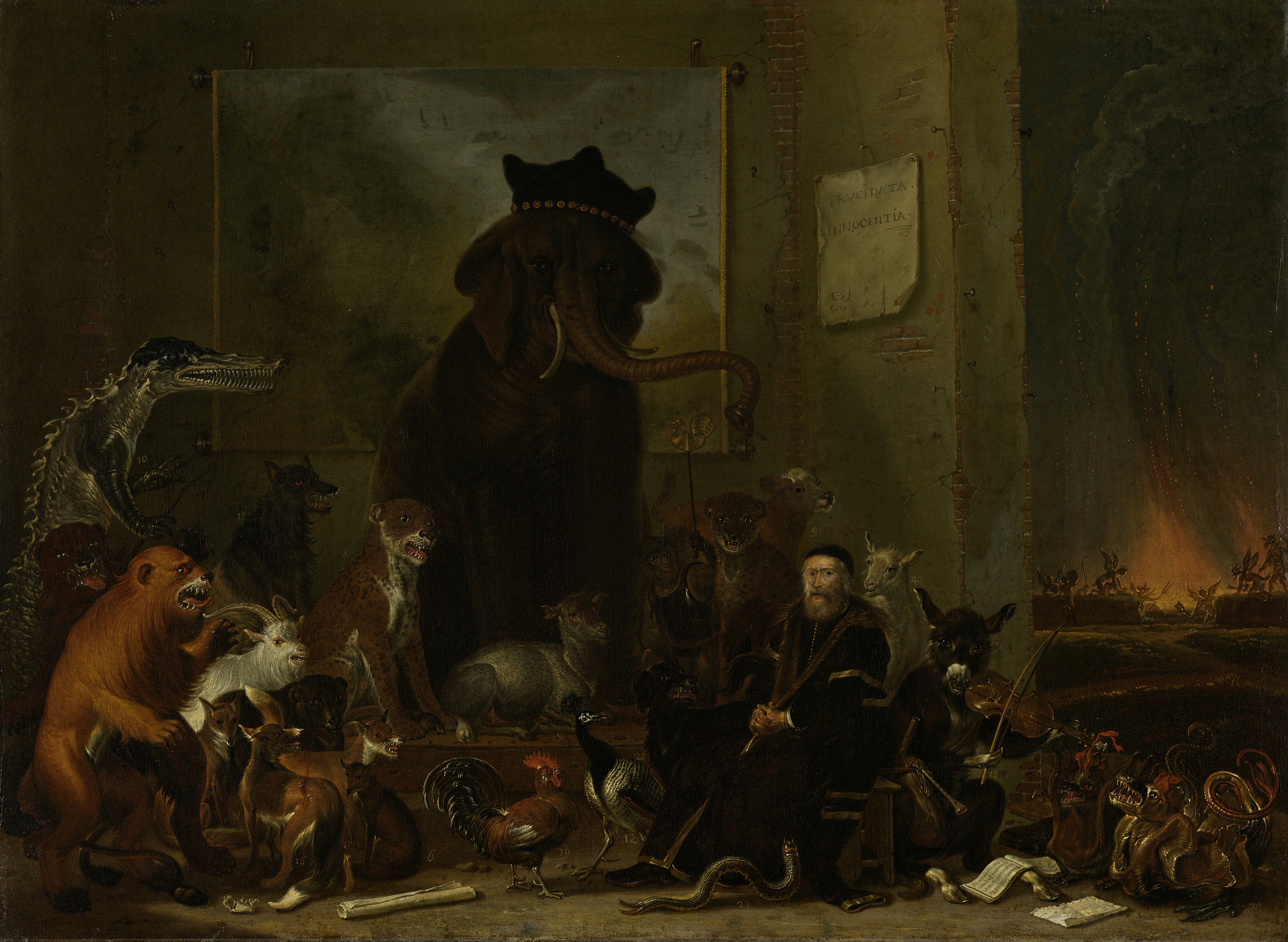
オルデンバルネフェルトの裁判を風刺した絵画